# GP van Nederland MX1 2006
De Grote Prijs van Nederland 2006 in de MX1-klasse motorcross werd gehouden op 3 september 2006 op het circuit van Lierop. Het was de veertiende en voorlaatste Grote Prijs van het wereldkampioenschap. 
Op het zware zandparcours van Lierop domineerde Stefan Everts in beide reeksen en kon zo de historische mijlpaal van 100 gewonnen Grote Prijzen vieren.

## Uitslag eerste reeks
| Plaats | Naam              | Land |
| ------ | ----------------- | ---- |
| 1      | Stefan Everts     | BEL  |
| 2      | Joshua Coppins    | NZL  |
| 3      | Steve Ramon       | BEL  |
| 4      | Tanel Leok        | EST  |
| 5      | Ken De Dycker     | BEL  |
| 6      | Kevin Strijbos    | BEL  |
| 7      | Bas Verhoeven     | NED  |
| 8      | Manuel Priem      | BEL  |
| 9      | Jonathan Barragán | ESP  |
| 10     | Marcus Norlén     | SWE  |

## Uitslag tweede reeks
| Plaats | Naam              | Land |
| ------ | ----------------- | ---- |
| 1      | Stefan Everts     | BEL  |
| 2      | Joshua Coppins    | NZL  |
| 3      | Jonathan Barragán | ESP  |
| 4      | Kevin Strijbos    | BEL  |
| 5      | Steve Ramon       | BEL  |
| 6      | Manuel Priem      | BEL  |
| 7      | Wyatt Avis        | RSA  |
| 8      | Lauris Freibergs  | LAT  |
| 9      | Kornél Németh     | HUN  |
| 10     | Bas Verhoeven     | NED  |

## Eindstand Grote Prijs
| Plaats | Naam              | Land | Punten |
| ------ | ----------------- | ---- | ------ |
| 1      | Stefan Everts     | BEL  | 50     |
| 2      | Joshua Coppins    | NZL  | 44     |
| 3      | Steve Ramon       | BEL  | 36     |
| 4      | Kevin Strijbos    | BEL  | 33     |
| 5      | Jonathan Barragán | ESP  | 32     |
| 6      | Manuel Priem      | BEL  | 28     |
| 7      | Bas Verhoeven     | NED  | 25     |
| 8      | Ken De Dycker     | BEL  | 25     |
| 9      | Lauris Freibergs  | LAT  | 19     |
| 10     | Kornél Németh     | HUN  | 19     |

## Tussenstand wereldkampioenschap
| Plaats | Naam                  | Land | Punten |
| ------ | --------------------- | ---- | ------ |
| 1      | Stefan Everts         | BEL  | 689    |
| 2      | Kevin Strijbos        | BEL  | 491    |
| 3      | Steve Ramon           | BEL  | 454    |
| 4      | Ken De Dycker         | BEL  | 434    |
| 5      | Tanel Leok            | EST  | 405    |
| 6      | Jonathan Barragán     | ESP  | 338    |
| 7      | Joshua Coppins        | NZL  | 293    |
| 8      | Manuel Priem          | BEL  | 267    |
| 9      | Pascal Leuret         | FRA  | 247    |
| 10     | Cédric Melotte        | BEL  | 224    |
| 11     | James Noble           | GBR  | 202    |
| 12     | Francisco García Vico | ESP  | 196    |
| 13     | Julien Bill           | SUI  | 167    |
| 14     | Antti Pyrhönen        | FIN  | 161    |
| 15     | Gordon Crockard       | IRL  | 153    |
| 16     | Marvin Van Daele      | BEL  | 146    |
| 17     | Brian Jørgensen       | DEN  | 131    |
| 18     | Wyatt Avis            | RSA  | 120    |
| 19     | Danny Theybers        | BEL  | 102    |
| 20     | Sébastien Tortelli    | FRA  | 99     |